# آنا بروستر
آنا بروستر (بالإنجليزية: Anna Brewster)‏ هي عارضة وممثلة بريطانية، ولدت في 1986 في المملكة المتحدة.

## أعمال

### أفلام
- (2015) القوة تنهض[6]

## وصلات خارجية
- آنا بروستر على موقع IMDb (الإنجليزية)
- آنا بروستر على موقع ميتاكريتيك (الإنجليزية)
- آنا بروستر على موقع روتن توميتوز (الإنجليزية)
- آنا بروستر على موقع ألو سيني (الفرنسية)
- آنا بروستر على موقع أول موفي (الإنجليزية)
- آنا بروستر على موقع قاعدة بيانات الفيلم (الإنجليزية)